# Degradation Trip
Degradation Trip é o segundo álbum solo do guitarrista do Alice in Chains, Jerry Cantrell, lançado em 8 de Junho de 2002. O álbum foi dedicado ao falecido vocalista do grupo e melhor amigo de Cantrell, Layne Staley, que morreu dois meses antes do lançamento do álbum. As faixas "Anger Rising" e "Angel Eyes" foram lançadas como singles. "Anger Rising" atingiu a 10ª posição do ranking Mainstream Rock Tracks da Billboard.
Uma segunda versão do álbum - considerada a versão "definitiva" - foi lançada em 26 de Novembro de 2002 como um álbum duplo, Degradation Trip Volumes 1 & 2.

## Faixas
1. "Psychotic Break" – 4:09
2. "Bargain Basement Howard Hughes" – 5:38
3. "Anger Rising" – 6:14
4. "Angel Eyes" – 4:44
5. "Solitude" – 4:00
6. "Mother's Spinning in Her Grave (Glass Dick Jones)" – 3:53
7. "Hellbound" – 6:46
8. "Give It a Name" – 4:01
9. "Castaway" – 4:59
10. "She Was My Girl" – 3:59
11. "Chemical Tribe" – 6:35
12. "Spiderbite" – 6:38
13. "Locked On" – 5:37
14. "Gone" – 5:08

## Créditos
- Jerry Cantrell – vocal, guitarra, produtor
- Robert Trujillo – baixo
- Mike Bordin – bateria
- Jeff Tomei – produtor, mixagem, gravação
- Chris DeGarmo – guitarra adicional em "Anger Rising"
- Walter Earl – percussão adicional
- George Marino – mastering
- Monte Conner – A&R